# Свентах Тетяна Василівна
Тетяна Василівна Свентах (1 січня 1962, с. Жолоби Кременецького р-ну Тернопільської обл.) — бандуристка, педагог, керівник, заслужений діяч мистецтв України (2006). Член Національної спілки кобзарів України.

## Життєпис
У 1976 — закінчила Кременецьку ДМШ (клас викладача Л. І. Бродіна), у 1980 — Тернопільське музучилище (клас викладача Н. Д. Кміть, Г. Я. Кучми), у 1985 — Львівську консерваторію ім. М. В. Лисенка (нині музична академія, клас п рофесора Л. К. Посікіри). З того ж року викладач бандури, у 1985—2005 — керівник капели бандуристів, учасник малих форм ансамблів Рівненського музучилища. Має власні обробки та аранжування творів для капели бандуристів та сольного виконання.
Автор книги «Звучи, рідна мово» (Рівне, 2005), програм для музучилища «Методика роботи з капелою бандуристів», «Методика навчання гри на бандурі», «Аранжування для капели бандуристів». Її учні Наталія Крищук, лауреат Українського конкурсу-огляду (1995, І премія), Олена Кошіль, Ольга Налуцишин — закінчили Львівську музичну академію. Наталія Грищук, Тетяна Бурлак, Олена Кошіль — лауреати кобзарських конкурсів.